# 永康區
23°01′34″N 120°15′25″E / 23.026127°N 120.256981°E
永康區，舊稱「埔羌頭」，位於臺灣臺南市南部，西南方與臺南市區緊鄰。區內人口約有23.6萬人，是臺南市人口最多的行政區。
1945年將永康改制為臺南縣新豐區永康鄉，1950年裁撤區署改制為臺南縣永康鄉，由於其地理環境緊鄰臺南市中心，因此在1960年代至1990年代間發展迅速。1993年人口突破15萬人而改制為縣轄市永康市，2010年配合臺南縣市合併升格直轄市而改制為市轄區迄今。其與臺南市區之市區界已模糊相連幾無分界，境內工商業發達，人口與都市規模成長相當快速。區內擁有多個企業總部、臺灣前二十名銀行及各大知名餐飲業者設立多個據點，是臺南市經濟的繁華地帶。

## 歷史
永康區舊稱「埔羌頭」或「埔姜頭」，前者得名之故係因當地早期曾為濱海平地有鹿群的地方，後者得名之故則是由於早期鯽魚潭舊址北畔（今永康里、埔園里、正強里一帶地區）為在叢生埔姜仔的最前頭聚庄:23－24:121。
永康開發頗早，史前文化有進入鐵器時代的蔦松文化。荷治時期亦有荷人在此築橋，留下大橋的地名至今，鄭成功死後也葬於境內的洲子尾。但永康在歷史上一直是臺灣府城東側的僻地，日治時期人口仍不足2萬，直至戰後臺灣邁入工商業社會、永康成為早期臺南市郊工業聚落與國道進入府城區必經之路而吸引大量人口匯入，至今已突破23萬人，為臺南核心都會區之一。
日治初期，永康屬臺南民政支部安平出張所。1896年，改屬臺南縣。1897年設縣廳，永康上中里和長興上里隸屬臺南辦務署，內武定里和廣儲西里則隸屬灣裡辦務署。1898年，內武定里、廣儲東里、廣儲西里改屬大穆降辦務署。1901年，廢縣和辦務署，全臺灣改設20廳，永康隸屬臺南廳，永康上中里和長興上里隸屬安平支廳，內武定里、廣儲西里和廣儲東里則隸屬大目降支廳:128。1903年9月，臺南廳街庄重新調整，永康一部分屬永內區，一部分屬長興區，一部分則屬廣儲區:128－129。1920年臺灣地方制度改革，行政區劃改為州、郡、街庄，設永康隸屬臺南州新豐郡，庄役場設於埔姜頭，永康庄下分網竂、埔姜頭、蜈蜞潭、蔦松、六甲頂、塩行、三崁店、車行、王田、西勢、大灣等11個大字:129。
二戰後，臺灣行政區劃由州廳制改為八縣九市，郡、街、庄分別改為區、鎮、鄉，永康庄改為「永康鄉」，屬臺南縣新豐區:129。1950年，廢區，永康鄉由臺南縣直轄，共轄15村:129。戰後初期永康仍是以第一、二類型產業為主之傳統鄉鎮。而由於日治時期即有許多軍事設施置於永康，因此境內大量出現眷村，從中國各省市大量遷入的移民改變當地的人口組成；1970年後，隨著經濟起飛，台一線沿線出現了不少中小企製造業聚集，更奠定了今日永康製造業工業帶的基礎。1977年，永康鄉人口超越縣治新營鎮（今新營區），成為臺南縣人口第一大鄉鎮:235。1978年中山高速公路全線通車，永康設有交流道一處（永康交流道），除交通地位提升外，亦配合同時期的臺南市區向東北擴張，吸引臺南縣各鄉鎮及其他縣市等移住，進入快速成長期，在接下來的卅年間人口增為三倍。1993年3月17日，永康鄉人口突破15萬人:235，遂於同年5月1日升格為縣轄市「永康市」:129。2002年，永康市人口突破20萬人。
2010年12月25日，配合臺南縣市合併改制為臺南市，臺南縣永康市改制為臺南市「永康區」。2016年2月6日，南臺灣發生芮氏規模6.6強烈地震， 區內維冠金龍大樓倒塌造成115人死亡， 是該次地震中死傷最嚴重的災區。

## 地理

### 地形
永康區位於臺南市南部，舊臺南市的東北方，東以許縣溪與新化區交界，北、西北以鹽水溪與新市區、安南區相望，西南以柴頭港溪與北區相鄰，南與東區、仁德區、歸仁區接壤:20。地處嘉南平原南段，並往南逐漸窄縮，境內無山嶺丘陵，地形大致平坦，整體地形可分為東邊的嘉南平原、西邊的臺南臺地和南邊的大灣低地。臺南臺地位於永康區的西方，是永康區地勢最高的地區，地形由此逐漸向東方、北方及東北方遞減，臺地東緣上有包括後甲里斷層等數階的地形崖分布，由北而南經過永康區，坡面皆向西傾，臺南臺地的臺南層形成後，後甲里斷層持續運動，故在該地層中可見到數個微斷層，然此斷層並未穿出臺南層，其剪切帶內的變形主要為褶皺伴隨的層間滑動:41－42。臺南平原位於關廟海階地與臺南臺地之間，屬於嘉南平原的一部份，約在晚更新世形成，涵蓋永康區大灣低地之全境，海拔高度大部分在10公尺以下，即古鯽魚潭潭址所在，由於聚落的發展致使該地與臺南臺地的地崖界逐漸不明顯，東部平原與新化丘陵交界的山麓則有低位海層河階，平原整體海拔高度約在20至40公尺間。全區大致在嘉南平原的範圍內，僅許縣溪西側一小部分屬於新化丘陵的延伸地帶:41－43。地層上主要為由粘土、砂、粉砂和礫石所組成的沖積層，而構成臺地的臺南層則是由粘土、砂、粉砂和壤土所組成:36。

### 水文
永康區的河川主要為鹽水溪及其支流，小部分則屬於三爺宮溪:4。
鹽水溪主流發源於龍崎區中央山脈南部低山地帶，上游有那拔林溪、虎頭溪排水等2條支流，並以大坑尾為分水嶺，向西分流至永康區豐化橋上游處與主流匯合，並在永康、新化區界一帶匯入深坑仔溪、那拔林溪，下游則有鹽水溪排水在河口前匯入:43－44。主流由龍崎區向西流經關廟區，再轉北沿歸仁、關廟區界和永康、新化區界而流，隨後再向西流經新市區、北區、東區、中西區、安南區，最後在安平區出海。鹽水溪幹流長約41.3公里，流域面積約343.2平方公里，並在永康區境內有蔦松溪、洲仔尾溪、六甲頂溪、花園坑溪、柴頭港溪等支流流經:44。
二仁溪舊稱「二層行溪」，全長約65.18公里，發源於南化區與高雄市內門區界的分水崙，屬於該溪流的下游段，其上、中、中下游段分別稱為分水溪、岡山溪、角帶圍溪，並在灣裡西南方入海，形成臺南市與高雄市的市界:47。三爺宮溪則是二仁溪唯一流經永康區的支流，其原為鯽魚潭水域，發源於網寮，溪流由北向南流入仁德區，並有二甲溪、蔦松腳溪、上崙仔溪、崙仔尾溪等支流，其上流則有鯽魚潭溪及芊林潭溪（現名分別為大灣大排水溝及大灣中排水溝），由於三爺宮溪的集水區皆為高度開發之平原地區，污染負荷大，常造成河水烏黑與臭味，因此為改善二仁溪水質的首要支流:47－48。

### 氣候
永康區氣溫屬於夏長冬少，全年月均溫皆高於攝氏15度，其中有9個月月均溫在攝氏20度以上，6月至8月月平均最高溫可達攝氏30度。根據1897年至2007年的氣候資料，永康區年均溫約為攝氏23.7度，月平均最高溫為7月的攝氏28.4度，最低溫為1月的攝氏17.2度:55、65。永康區年平均降雨量為1,746.31毫米，夏季因有西南季風引進大量暖濕水氣，以及對流系統旺盛而發生的西北雨，因此雨量較多；冬季則由於東北季風帶入的濕冷空氣被中央山脈阻擋，進入永康區後主要為強烈的乾燥冷空氣，故雨量較少:57－59、65。
| 永康（1974年至1990年） | 永康（1974年至1990年） | 永康（1974年至1990年） | 永康（1974年至1990年） | 永康（1974年至1990年） | 永康（1974年至1990年） | 永康（1974年至1990年） | 永康（1974年至1990年） | 永康（1974年至1990年） | 永康（1974年至1990年） | 永康（1974年至1990年） | 永康（1974年至1990年） | 永康（1974年至1990年） | 永康（1974年至1990年） |
| 月份                   | 1月                    | 2月                    | 3月                    | 4月                    | 5月                    | 6月                    | 7月                    | 8月                    | 9月                    | 10月                   | 11月                   | 12月                   | 全年                   |
| ---------------------- | ---------------------- | ---------------------- | ---------------------- | ---------------------- | ---------------------- | ---------------------- | ---------------------- | ---------------------- | ---------------------- | ---------------------- | ---------------------- | ---------------------- | ---------------------- |
| 平均高温 °C（°F）      | 23.0 (73.4)            | 23.8 (74.8)            | 25.9 (78.6)            | 29.0 (84.2)            | 31.1 (88.0)            | 31.2 (88.2)            | 31.8 (89.2)            | 31.7 (89.1)            | 31.3 (88.3)            | 30.0 (86.0)            | 27.8 (82.0)            | 24.7 (76.5)            | 28.4 (83.1)            |
| 平均低温 °C（°F）      | 11.1 (52.0)            | 12.4 (54.3)            | 14.8 (58.6)            | 18.9 (66.0)            | 22.4 (72.3)            | 24.0 (75.2)            | 24.5 (76.1)            | 24.3 (75.7)            | 24.3 (75.7)            | 20.3 (68.5)            | 17.1 (62.8)            | 13.4 (56.1)            | 18.9 (66.0)            |
| 平均降水量 mm（）      | 18.8 (0.74)            | 24.4 (0.96)            | 29.4 (1.16)            | 48.8 (1.92)            | 133.1 (5.24)           | 329.1 (12.96)          | 297.7 (11.72)          | 294.8 (11.61)          | 169.7 (6.68)           | 29.8 (1.17)            | 13.6 (0.54)            | 7.4 (0.29)             | 1,396.5 (54.98)        |
| 平均相對濕度（％）     | 80                     | 81                     | 81                     | 82                     | 84                     | 88                     | 87                     | 88                     | 87                     | 84                     | 82                     | 81                     | 84                     |
| 来源：中央氣象局       |                        |                        |                        |                        |                        |                        |                        |                        |                        |                        |                        |                        |                        |

### 人口
根據臺南市政府民政局及內政部戶政司統計，2024年底永康區戶數約9.4萬戶，人口約23.6萬人，是臺南市人口最多的行政區，也是雲嘉南地區人口最多的三級行政區，區內人口最多與最少的里分別是永康里與光復里，2024年底兩里人口分別為10,674人與1,265人，其中永康里也是臺南市人口第四大里。

## 政治

### 歷任首長
| 屆別 | 姓名   | 上任日期       | 卸任日期      | 備註 |
| 1    | 王峻明 | 2010年12月25日 | 2018年1月30日 |      |
| 2    | 張睿民 | 2018年1月31日  | 2021年4月13日 |      |
| 3    | 陳勝楠 | 2021年4月14日  | 2024年2月16日 |      |
| 4    | 李皇興 | 2024年2月16日  |               | 現任 |

### 區政組織

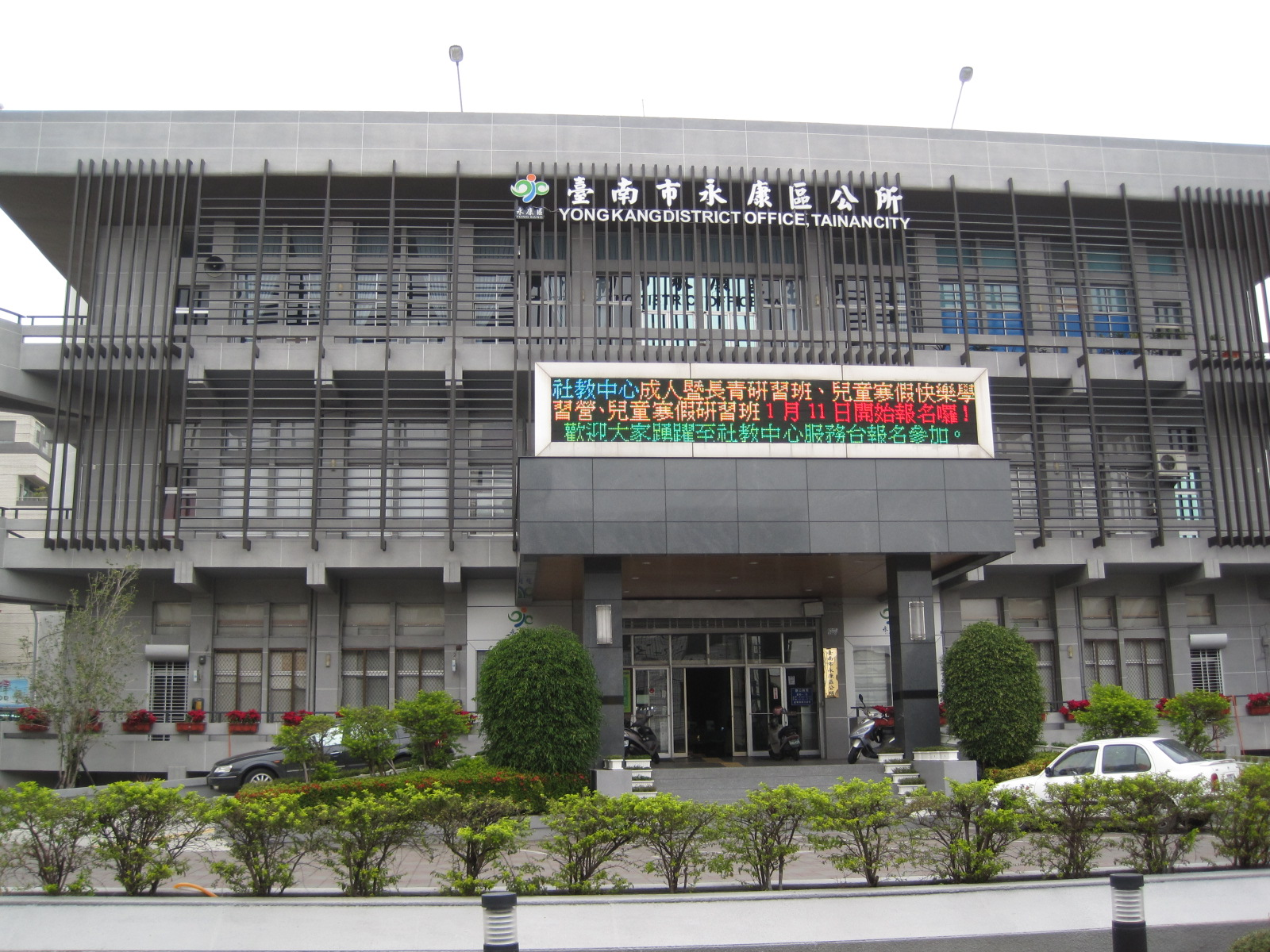
永康區公所

永康區公所是臺南市政府在永康區的派出機關，在中華民國政府架構中為市政府綜理區政的執行機關，上級業務監督機關為臺南市政府。区长由市長任命，其任期為無任期保障。在區長、副區長以及主任秘書之下，設有6課3室等9個內部單位。永康區為臺南市議會第七選區，在市議會的56席市議員中，永康區共選出7席區域市議員（不含平地原住民與山地原住民議員）。

### 行政區

永康區行政區劃（1994年－2018年）

現今永康區行政範圍的確立，來自於1920年，日本將臺灣十二廳改為五州二廳，設永康庄屬臺南州新豐郡。永康庄轄網寮、永康、蜈蜞潭、蔦松、六甲頂、鹽行、三崁店、車行、王田、西勢、大灣等11個大字。1946年，改為「永康鄉」，屬臺南縣新豐區。1950年，裁撤區署，永康鄉改直隸於臺南縣。1993年5月1日，永康鄉改制為「永康市」。2010年12月25日，臺南縣市合併改制為直轄市，永康市改制為市轄區「永康區」，隸屬臺南市。
永康區共轄43里1,095鄰，其行政區域分布情形為：
| 永康區 | 永康里 | 大橋里 | 東橋里 | 西橋里 | 安康里 | 網寮里 | 五王里 | 六合里 | 三合里 | 二王里 |
| 復興區 | 復興里 | 建國里 | 光復里 | 復國里 | 復華里 | 成功里 | 勝利里 | 中華里 | 中興里 | 神洲里 |
| 龍潭區 | 埔園里 | 龍埔里 | 正強里 | 龍潭   | 永明里 | 王行里 | 新樹里 | 西勢里 | 烏竹里 |        |
| 鹽行區 | 蔦松里 | 三民里 | 鹽行里 | 鹽興里 | 鹽洲里 | 甲頂里 | 尚頂里 |        |        |        |
| 大灣區 | 大灣里 | 東灣里 | 西灣里 | 北灣里 | 北興里 | 南灣里 | 崑山里 |        |        |        |

## 經濟

### 農業
永康區地理位置處於嘉南平原南端，境內無明顯的山嶺或丘陵，地形上分為東邊的平原地區、西邊的臺南臺地地區及南邊的大灣低地地區，東部屬於嘉南大圳及曾文水庫的灌溉區，並有許縣溪提供水源，主要為稻作區；南部因曾屬於鯽魚潭的水域，地質較為濕潤，也多為稻作區；中間地帶的灌溉系統，主要為臺南臺地東緣的湧泉所提供，屬於水稻雜糧作物區；西部則較缺乏灌溉系統，地質上多為黃沙土的看天田，僅能提供雜糧作物的種植:433。二戰後初期的永康區居民多以農業生產為主，除水稻以外，永康區也因地質緣故而適合種植蘿蔔、甘蔗、甘藷、蕃茄等農作物:433。自1980年代起，為控制稻米過剩的問題，開始出現稻田休耕耘作，永康區的大宗作物種植隨之開始減少，且因都市計劃與工業區的開發，農村人力逐漸走向高齡化或者轉行從事工商業等因素，農耕土地逐漸轉為住宅、公共設施及工商業等類型的用地，永康區的農業發展轉為衰退:433－436。進入1990年代後，永康區的農民主要從事稻作栽培，其次則有果樹種植、甘蔗栽培、雜糧栽培等類別:440。農業生產作物主要有米、糖、甘藷，其他特產作物則有蘿蔔、甘蔗、番茄等:902:446。

### 工業
永康區各里的工廠數量分布上以尚頂里、鹽行里、鹽洲里等中山高速公路以西、縱貫鐵路以北的地區為最多:472。二戰後初期，由於永康區的產業仍以農耕為主，故部份勞動人口需到外地工廠工作。自1957年起，永康區的六甲頂地區已有少數小型工廠設立，並主要沿著今中正路兩側及鹽行、洲仔尾、蔦松、車行等聚落發展。1967年，隨著統一企業總廠設於鹽行以後，永康區的大規模工廠也開始增加。1970年代，永康區工業的主要類別是製造業及營造業:465。進入1990年代以後，永康區的工廠家數已達到2,000多家，並主要有金屬製品製造業、塑膠製品製造業、機械設備製造修配業及運輸工具製造修配業等四項工業類別，佔近六成廠數比例，其中機械設備製造修配業曾在2000年代時一度取代金屬製品製造業成為永康區的最主要產業:467、471。

### 商業
永康區最主要的商業是零售業及個人服務業，提供居民日常生活所需:484，現有商家多為自1980年代末期起設立的商家:488。二戰後初期，永康區的中心部落商業機能主要聚集在保生宮廟埕前方，大多販售包括新化地區出產的龍眼、筍子、芒果等山區農產品。以地區而言，大灣是當時永康區商業較為繁榮的地區，多以路邊攤販形式經營，少有店面式經營:482。1960年代，大灣地區始有百貨行、冰店、西裝店等商家出現，成為永康區整體經濟生活的重心:483。在1974年12月的中山高速公路永康交流道特定區規劃進行前，永康區商業類別主要是公共行政社會服務及個人服務業，其次為商業，並以大灣地區、永康行政中心周邊地區、鹽行地區及四分子地區等四處為其地區商業中心，其中四分子地區在當時也逐漸取代大灣地區成為全區商業聚落分布的主要地區:484、486。在1993年永康區改制為縣轄市的前後，金融保險不動產業及工商服務業是就業人口數提升較快速的商業類別:484。2000年代後，永康區的商業機能主要沿著中華路、永大路、大灣路、中山南、北路及中正南、北路等幹道兩側分布，除中正南路一帶有大型量販店以外，其餘多為傳統商業型態，各地區中以四分子地區商業家數約佔全區的40%，是現今永康區的新興商業聚落中心:486。

### 金融業
永康區原為農村型態城鎮，早期金融機構發展緩慢，一般農民習慣將資金存放農會信用部門。至1981年6月起，先後成立臺灣中小企業銀行永康分行與臺灣土地銀行永康分行:494，其後多家商業銀行陸續設有營業據點，主要成立時間約在1990年代，即臺灣金融自由化與永康區轉型都市之後:496－502。目前永康區擁有35間銀行、2間信用合作社分社及5間票券商。
永康區農會創立於1925年7月13日，名永康信用組合，1930年擴大營業項目，改為永康信用購買販賣組合，1939年改名保證責任永康信用購買販賣利用組合，1944年改組為永康庄農業會:494、512，期間經歷永康區各階段改制變更，經歷過永康鄉農業會、永康鄉合作社、永康鄉農會、永康市農會:495、512－513，2011年4月27日，改名永康區農會。在會員代表大會、總幹事及秘書之下，設有供銷、信用、保險、推廣、會計、會務、企劃稽核、資訊等部門:515，信用部除本部外，分設大灣辦事處、鹽行辦事處、中華分部、崑山分部、龍潭分部、大橋分部等:516。

## 文化
民俗
- 分水餅：流傳於臺南市永康區西勢里與新化區的永康廣興宮祭祀圈一帶，以分送水果餅來慶祝新生兒的出生，有別於民間一般以油飯、紅蛋或蛋糕的方式，目前除了列入臺南市文化資產當中，於2009年1月15日登入為中華民國民俗及有關文物之文化資產類別。

俗諺
- 大灣出查某，永康出菜脯（在地發音）：意即口耳傳誦大灣地區女孩子們，個個臉施粉脂，身著美麗衣裳，姿態動人。大灣街道原稱溪仔，位置鯽魚潭東，在1823年7月山洪爆發後，溪道堆浮，千頃東湖淤淺，龍潭盡成良田，進而開墾富庶繁榮。而當時永康地區是白蘿蔔的生產大本營，品質全臺有名。
- 王田宋江老牙牙，竹林前宋江無三個，蜈蜞潭宋江少年家
- 四月二十二日，買無豆干來作忌：據說道光元年四月二十二日海嘯來襲，全村一半的人被捲走，許多人為了祭拜，供品幾乎被買光，甚至連豆干都買不到。
- 送啊送，送去二王吃肉粽：過去二王廟舊址旁邊有「菜豆市」，市場邊有個小販賣的粽子很有名。據說二次大戰時要到南洋當軍伕的人會在菜豆市集合，出發前每人發給一顆肉粽，後來指從軍或是送往墳場的意思

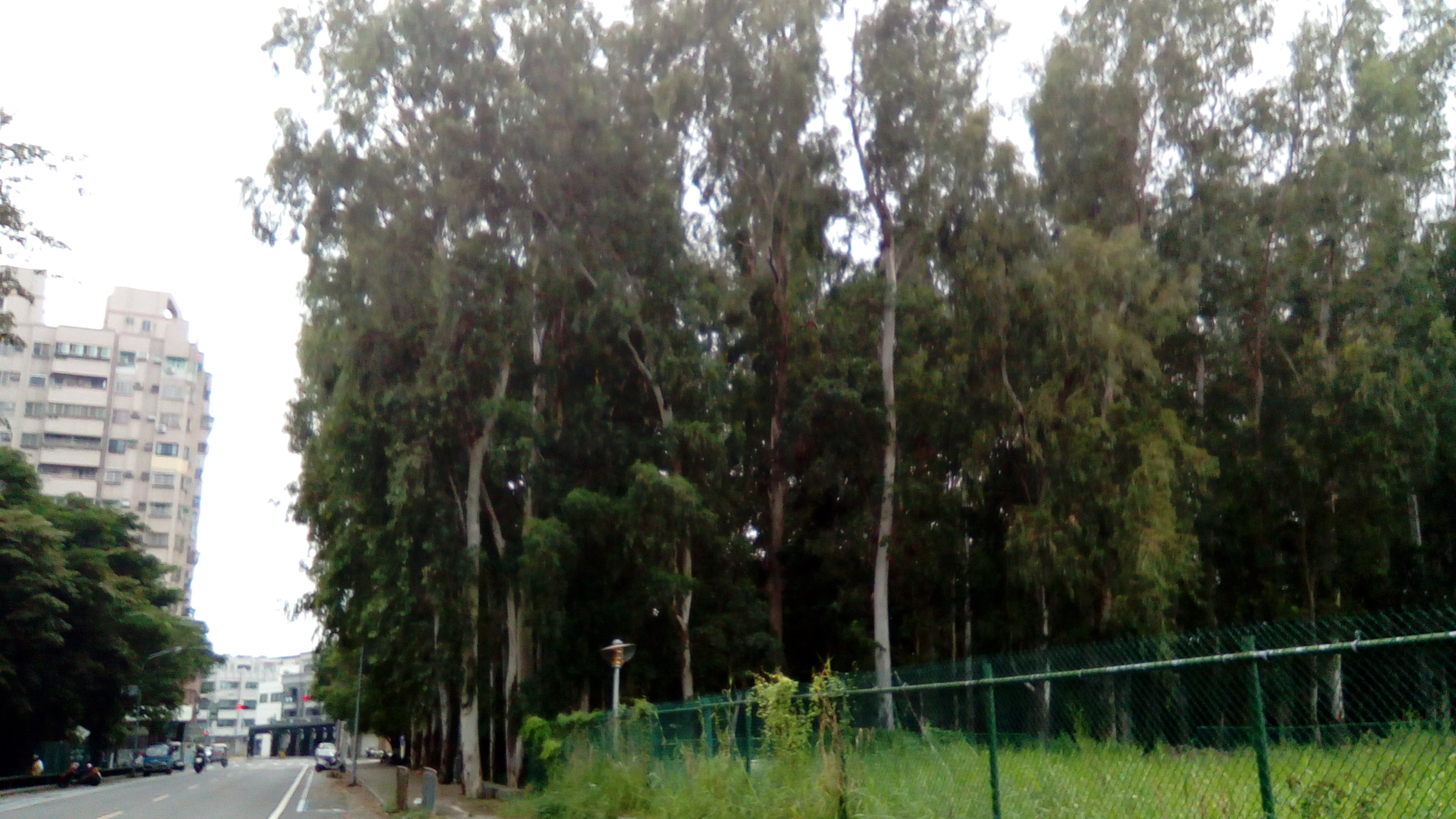
永康箭竹林

- 學甲廟，洲仔尾轎
- 烏鬼橋、竹林前，作戲賴蔦松

## 教育

### 大專校院
- 南臺科技大學
- 臺南應用科技大學
- 崑山科技大學

### 高級中等學校
- 國立成功大學附屬臺南工業高級中等學校
- 國立臺南大學附屬高級中學
- 臺南市立大灣高級中學
- 臺南市立永仁高級中學

### 國民中學
- 臺南市立永康國民中學
- 臺南市立大橋國民中學
- 臺南市立鹽行國民中學
- 臺南市立大灣高級中學附設國中部
- 臺南市立永仁高級中學附設國中部

### 國民小學
- 臺南市永康區永康國民小學
- 臺南市永康區崑山國民小學
- 臺南市永康區西勢國民小學
- 臺南市永康區五王國民小學
- 臺南市永康區永信國民小學
- 臺南市永康區勝利國民小學
- 臺南市永康區大橋國民小學
- 臺南市永康區大灣國民小學
- 臺南市永康區三村國民小學
- 臺南市永康區龍潭國民小學
- 臺南市永康區復興國民小學

## 交通

### 鐵路
臺灣鐵路公司
- 縱貫線：永康車站 - 大橋車站

### 公路

永康公路地圖

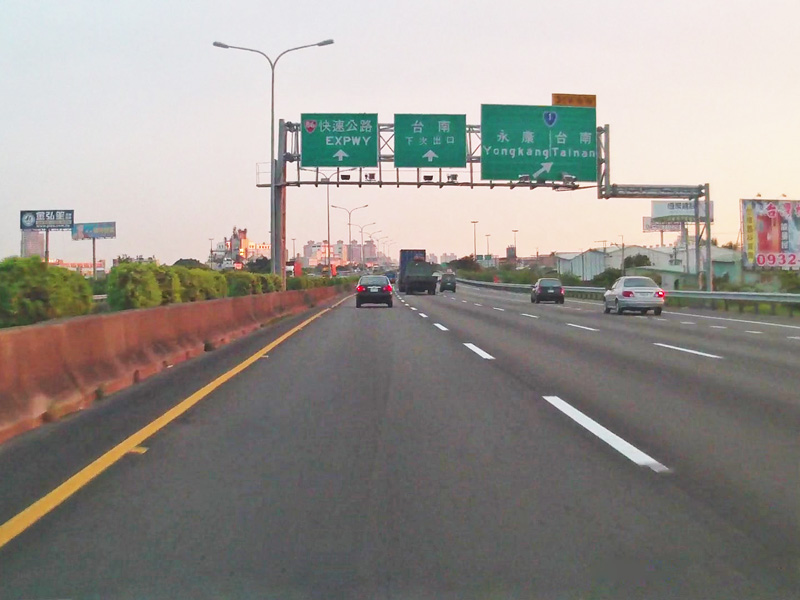
國道一號永康交流道南下出口

#### 高速公路
- 國道一號
  - 319 永康 永康交流道
  - 324 大灣 大灣交流道
- 國道八號
  - 9 新市 新市交流道

#### 省道
- 台1線（中華路、中正南路、中正北路）
- 台19線（中央路）
- 台20線（中山南路、中山北路）
- 台39線（高鐵聯外公路台南段）

#### 市道
- 市道177號
- 市道177甲線
- 市道180號
- 市道180甲線

#### 主要道路
- 中正南路、中正北路：部分路線屬於省道台1線。北與新市區中山路銜接，南與北區公園路接壤，亦可直達北區西門路四段。沿線經鹽行、蔦松、車行等聚落，行經國道一號永康交流道後進入蔦松，兩旁工業聚落氣息較強烈，各式機械、食品加工廠、塑料製品等工廠林立，永康工業區亦在其沿線上。
- 中山南路、中山北路：全線皆屬於省道台20線，西起與北區開元路銜接，至東與新化區中山路接壤。自開元路進入大橋、網寮、二王、永康、西勢等地區，沿線住宅區與商業活動混合交錯，臺南市立圖書館總館、永康區公所、臺南高工、臺南大學附中等文教與行政機構亦在此線上。
- 中華路：部分路段屬於省道台1線，是臺南市區環形道路的一部分。北與北區中華北路連結，且和省道台19線安南區安和路交會，南與東區中華東路相連接。沿中正南路至六甲頂地區後往南沿續台1線之路段，沿線經過大橋地區，是永康區商業活動最密集且最發達的區域，往南即可進入臺南市區。
- 永大路：南與仁德區中正路相連，北止於中正南路。沿途經大灣、西勢、永康、龍潭等聚落。南可通往仁德區，北可快速通往永康交流道或蔦松地區。部分路段屬於市道177號，可快速通往歸仁區。
- 復興路、大灣路 、崑大路、大灣東路：小東路、復興路、崑大路、大灣東路皆屬於市道180號，復興路西起與東區小東路連接，往東至國道一號大灣交流道後沿復興路 、崑大路、大灣路進入大灣地區，沿線住宅區高度發展，商業活動也因崑山科技大學設立於此而蓬勃旺盛。2015年底後因大灣交流道的通車使該路段交通地位提升，是永康區與臺南市區互相聯絡的重要替代道路之一。

### 公車客運
- 大台南公車

| 編號          | 路線                                           | 營運單位 | 備註                                                                               |
| ------------- | ---------------------------------------------- | -------- | ---------------------------------------------------------------------------------- |
| 2             | 崑山科大－安平白鷺灣社區                       | 府城客運 | - 部分班次繞駛復華里。 - 部分班次延駛至三鯤鯓、四草。                              |
| 5             | 和順轉運站－市立醫院                           | 府城客運 | - 部分班次延駛至大甲里。                                                           |
| 6             | 仁德轉運站－龍崗國小                           | 統聯客運 | - 部分班次延駛至統聯客運永康站。                                                   |
| 9             | 臺南轉運站－東溪埔寮福安宮                     | 統聯客運 | - 九人座小巴班次繞駛公親里。                                                       |
| 15            | 臺南市立圖書館－大成路口                       | 巨業交通 |                                                                                    |
| 15區間車      | 奇美醫院－大成路口                             | 巨業交通 |                                                                                    |
| 18            | 西門健康立體停車場－和順轉運站                 | 府城客運 | - 部分班次繞駛北安路。 - 部分班次延駛至國民路。                                    |
| 19            | 原住民文化會館－大灣高中                       | 巨業交通 | - 平日部分班次延駛至臺南海事。                                                     |
| 20            | 仁德轉運站－安南醫院                           | 巨業交通 |                                                                                    |
| 21            | 臺南火車站－永康休閒育樂中心                   | 府城客運 | - 九人座小巴班次繞駛奇美醫院。                                                     |
| 62            | 奇美醫院－高鐵台南站                           | 興南客運 | - 部分班次延駛至桂田酒店。 - 部分班次繞駛六甲里、沙崙國中。                        |
| 70左          | 永華市政中心（府前路）－永華市政中心（府前路） | 興南客運 | - 逆時針循環線。                                                                   |
| 70右          | 永華市政中心（府前路）－永華市政中心（府前路） | 興南客運 | - 順時針循環線。                                                                   |
| 901           | 府城汽車客運公司－克樺社區                     | 府城客運 |                                                                                    |
| 902           | 府城汽車客運公司－香格里拉飯店                 | 府城客運 |                                                                                    |
| 904           | 永康臨時轉運站－鹿耳門天后宮                   | 巨業交通 | - 部分班次延駛至四草。                                                             |
| 905           | 永康臨時轉運站－聖母廟（城安路）               | 統聯客運 |                                                                                    |
| 綠幹線        | 臺南轉運站－新化－玉井                         | 興南客運 |                                                                                    |
| 綠5           | 永康火車站－潭頂－大社                         | 興南客運 |                                                                                    |
| 綠12區間車(1) | 新化－南化國中                                 | 興南客運 | - 部分班次延駛至臺南轉運站。                                                       |
| 綠17          | 安平工業區－大灣－新化                         | 興南客運 | - 每週二、五部分班次繞駛安平港旅客服務中心。                                       |
| 藍幹線        | 安平工業區－西港－佳里                         | 興南客運 |                                                                                    |
| 橘12          | 麻豆轉運站－善化轉運站－新市車站－臺南轉運站   | 興南客運 | - 部分班次繞駛三舍中安宮（不經得力實業）。                                         |
| 橘13          | 臺南轉運站－平實轉運站－麻豆轉運站             | 漢程客運 |                                                                                    |
| 紅2           | 臺南轉運站－大灣－上崙仔－關廟轉運站           | 興南客運 | - 首班車延駛至西門健康立體停車場。 - 07:05西門健康立體停車場發車班次繞駛中華醫大。 |
| 紅10          | 關廟轉運站－永康車站－奇美醫院                 | 興南客運 | - 部分班次繞駛烏竹里、大灣高中。                                                   |

- 統聯客運-永康臨時轉運站、六甲頂下車站
- 和欣客運-永康臨時轉運站、六甲頂下車站
- 國光客運-永康臨時轉運站（無24小時營業，但設有自動售票機購票）、六甲頂下車站

### 共享機車
- GoShare 自 2020 年 6 月 30 日起於台南市(中西區、東區、南區、北區、安平區)提供 24 小時隨借隨還服務 ，並於 2020 年 12 月 21 日擴展服務至永康區、高鐵台南站與台南航空站。
- 目前共投入四種白牌及綠牌車款，包含原先三種車款（Gogoro 2、Gogoro VIVA、宏佳騰 Ai-1 Comfort），及 2021 年 4 月起再增加投入之 Gogoro VIVA MIX 車款。

- iRent 目前於永康區(永大路以西)及台南市東區、南區、北區、中西區、安平區提供 24 小時隨借隨還服務。
- 目前於台南市投放500台綠牌共享電動機車(KYMCO Many 110 EV)營運。

### 公共自行車
臺南市YouBike 2.0於2023年2月23日正式營運，截至2025年7月11日於永康區內設置61處站點。

### 未來
臺灣鐵路公司
- 縱貫線：永康工業區車站（高架化車站）- 永康車站（地下化車站）- 康橋車站（地下化車站）- 大橋車站（地下化車站）

## 公共設施

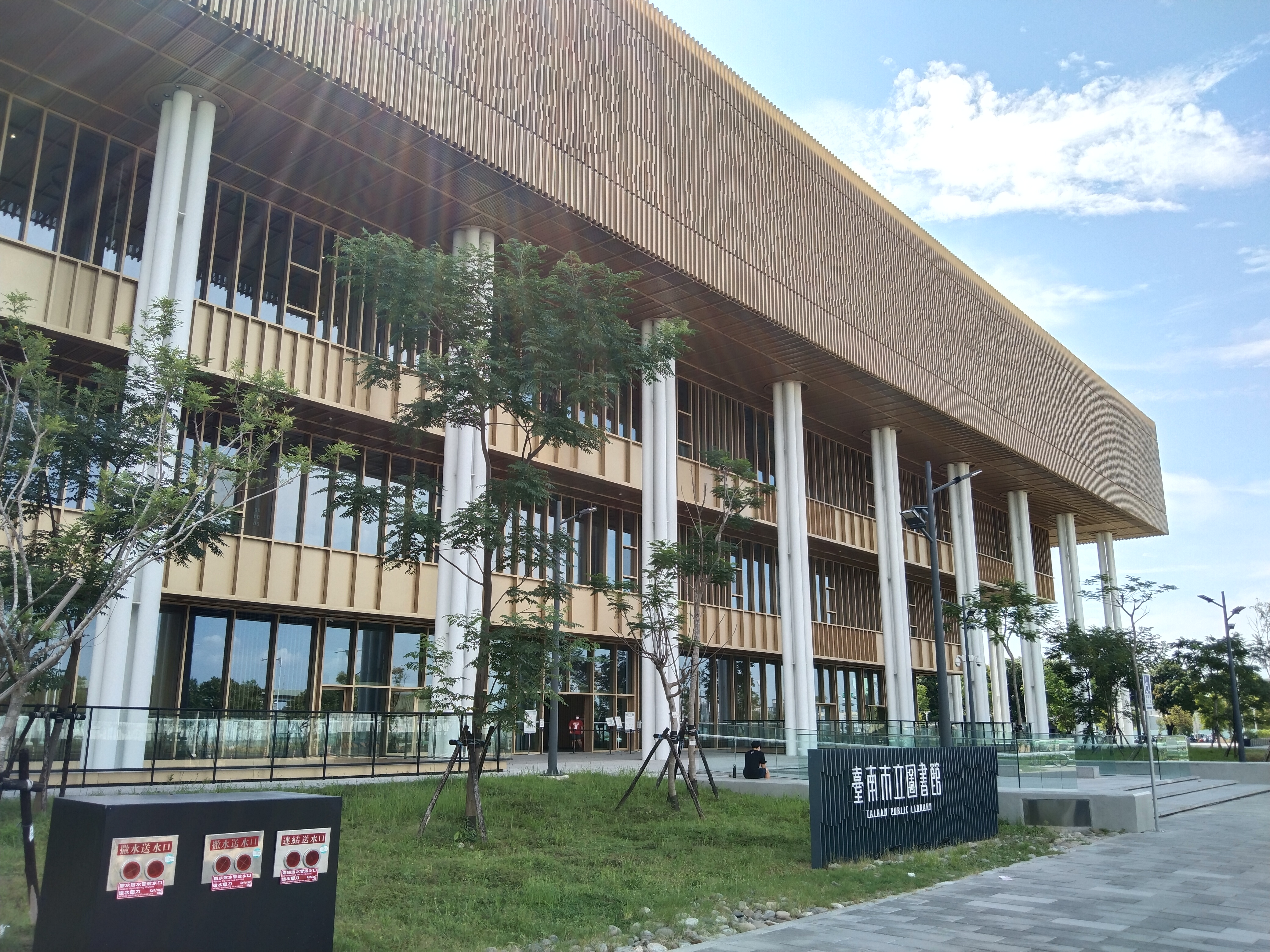
臺南市立圖書館總館

| - 公園與公共空間： - 永康體一運動公園 - 永康探索教育公園 - 永康公園 - 小橋公園 - 永康忠孝公園 - 閱之森公園 （其他還有各里的小公園共23處，詳情請洽區公所網站） - 社福設施： - 永康區第一公墓納骨塔 - 文化設施： - 永康區社教中心 - 臺南市立圖書館總館 | - 停車場： - 永康區中華立體停車場 - 永康區東橋五路停車場 - 醫療： - 奇美醫院 - 高雄榮民總醫院臺南分院（原永康榮民醫院） - 永達醫院 - 工業區： - 永康工業區 - 亞太工業區 - 永康科技工業區 - 中正工業區 - 洲仔尾工業區 - 尚頂工業區 |

## 旅遊

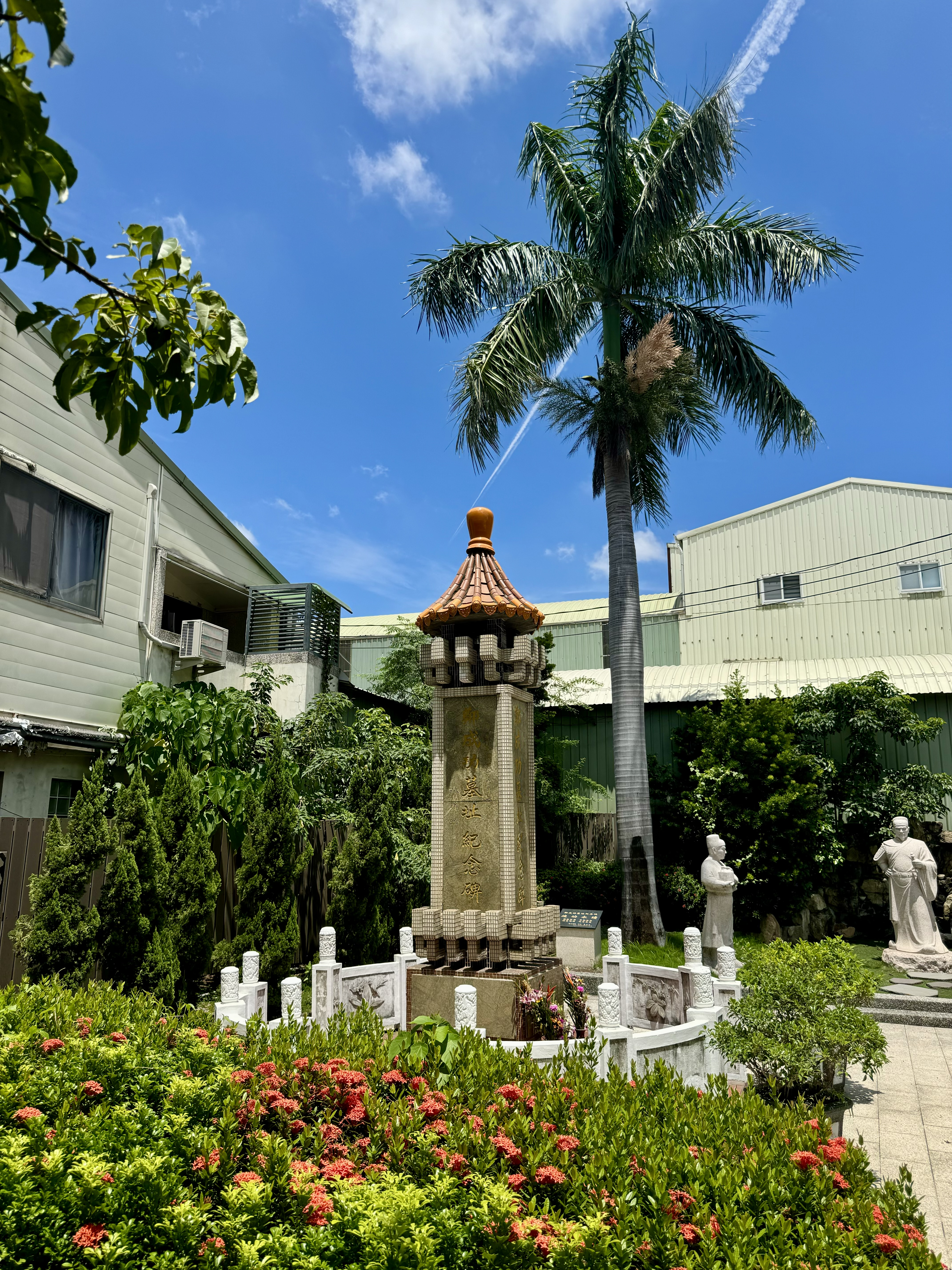
位於永康區鹽洲里國聖街與正南六街交口處的鄭成功墓址紀念碑

### 景點
- 永康車站：熱賣話題車票永保安康即為此站至保安的車票。
- 鯽魚潭、崑山湖（崑山科大）
- 台南貨櫃公園
- 蔦松三老爺宮
- 鄭成功墓址紀念碑
- 台灣金屬創意館
- 三崁店（有諸羅樹蛙棲息及日本神社遺址）
- 大灣廣護宮
- 鹽行禹帝宮
- 鹽行天后宮
- 蔣經國先生紀念館（位於永康公園內）

### 商圈市集
- 南應大商圈
- 崑山科大商圈
- 中興夜市 - 永康區中華二路中山東路口（星期一）
- 聖龍街夜市 - 永康國中附近巷子，往永康車站方向（星期三）
- 復華夜市（星期二、五）
- 永康永大夜市 - 永康區永大路二段（星期一、四、六、日）
- 鹽行夜市 - 永康區中正南路、鹽行路（三村國小旁）（星期一）

### 量販店
- 家樂福中正店、中華店
- 愛買台南店

### 名產
- 花生糖
- 肉粿仔
- 黃石枝肉粿小吃
- 鹹粿油飯
- 香腸熟肉
- 水果餅
- 菜脯
- 雞蛋糕

## 外部連結
- 永康區公所 （页面存档备份，存于）